# Westlicher Muztagh-Pass
Der Westliche Muztagh-Pass (auch: Neuer Muztagh-Pass) ist ein 5700 m hoch gelegener alpiner Passübergang im Karakorum.
Er liegt an der Grenze zwischen Pakistan und dem von China annektierten Shaksgam-Tal. Im Westen liegt der Chiringgletscher, ein Tributärgletscher des Panmahgletschers. Im Osten befindet sich das Nährgebiet des Sarpo-Laggo-Gletschers, der im Einzugsgebiet des Shaksgam liegt. Der Westliche Muztagh-Pass trennt den im Süden und Südosten gelegenen Baltoro Muztagh vom nördlich gelegenen Panmah Muztagh.